# Чон Іль У
Чон Іль У (кор. 정일우; нар. 9 вересня 1987 року) — південнокорейський актор, співак, модель.
у 2006 році дебютував у комедії «Нестримний удар», де зіграв мотоцикліста-забіяку на ім'я лі Юн Хо. За цю роль він отримав декілька нагород. Потім зіграв головну роль в історичній дорамі «Повернення Іль Чжі Ме».
У 2011 році знявся в ролі Ча Су Чі в дорамі «Красунчики з лапшичної».
Чон Іль У є відомим обличчям кількох брендів, наприклад, компанії LG, Samsung, Nike, часто знімається в рекламі. У 2011 році виконав пісні, що увійшли в OST для телесеріалу «49 днів», у якій зіграв головну роль.
У 2011 році був обраний послом Чонджу Міжнародного кінофестивалю поряд з актрисою Кім Зі Ін.

## Біографія
Чон Іль У народився в Сеулі, Південна Корея в заможній сім'ї. Його дід є головним директором лікарні в Кореї, батько — директор Академії Кендо, мати — професор Корейського університету Національного культурної спадщини. Також у нього є старша сестра.
Замолоду не любив вчитися і не прагнув вступити до університету, проте передумав і здав іспити в Сеульський інститут мистецтв, а потім перевівся в Інститут театру і кіно університету Хан Ян.

## Фільмографія

### Фільми
| Рік  | Назва                                | Роль      |
| ---- | ------------------------------------ | --------- |
| 2006 | «Світ тиші»                          | Рю Чон Хо |
| 2007 | «Моє кохання»                        | Чі У      |
| 2016 | «Формула кохання» (китайський фільм) | Ге Ян     |
| 2018 | «Розкриття інформації»               | Кан Йон У |

### Серіали
| Рік       | Назва                                                  | Роль                        | Мережа        |
| --------- | ------------------------------------------------------ | --------------------------- | ------------- |
| 2006-2007 | «Нестримний удар»                                      | Лі Йон Хо                   | MBC           |
| 2008      | «Таємниця острова Ку Ку»                               | Лі Йон Хо (камео, 1 серія)  | MBC           |
| 2009      | «Повернення Ільчіме»                                   | Ільчіме                     | MBC           |
| 2009      | «Моя чарівна леді»                                     | Лі Те Юн                    | KBS2          |
| 2009      | «Сильний удар 2: Через дах»                            | Іль У (камео, 35 серія)     | MBC           |
| 2011      | "49 днів "                                             | Сон І Су                    | SBS           |
| 2011      | «Красунчики з лапшичної»                               | Чха Чхі Су                  | tvN           |
| 2011      | «Сильний удар: Помста коротких ніг»                    | Іль У (камео, 40 серія)     | MBC           |
| 2012      | «Місяць, що обіймає сонце»                             | принц Янмьон                | MBC           |
| 2013      | «Королева офісу»                                       | Чха Чхі Су (камео, 3 серія) | KBS2          |
| 2013-2014 | «Золота веселка»                                       | Со До Йон                   | MBC           |
| 2014      | «Щоденник нічного стражника»                           | Лі Рін                      | MBC           |
| 2015      | «Високі почуття» (південнокорейсько-китайський серіал) | Чхве Се Хун                 | Naver TV Cast |
| 2016      | «Попелюшка з чотирма лицарями»                         | Кан Чі Ун                   | tvN           |
| 2017      | «Кохання і брехня» (тайський серіал)                   | Тім                         | True4U        |
| 2019      | «Хечхі»                                                | принц Лі Гим                | SBS           |
| 2020      | «Солодкі Манчі»                                        | Пак Чін Сон                 | JTBC          |

### ТВ-шоу
- «Ще один момент» (SBS MTV, 2011)
- Дивовижний проект мрії (jTBC, 2011)
- День Вгору (Хунань, 2012)
- 100 % розваг (ГТВ, 2012)
- Нескінченний Виклик (МБК, 2014)
- Зоряний шеф-кухар (сайт jstv, 2015)
- Людина, що біжить (СБС, 2015, 2016)

## Нагороди
- 2007 — премія вибору каналі mnet: нова зірка і зірка драми
- 2007 — МБК Драма Нагороди: кращий Новачок
- 2007 — Фестиваль Музика на каналі mnet: Кращий актор
- 2009 — Зірка телевізійної драми (Корея): Дапсанг (приз)
- 2012 Азія — 7-а модель фестивалю. Нагорода: премія модниці
- 2012 — 2nd Ministry of Health and Welfare Share Happiness Awards: Recipient
- 2012 — 7-ий Хуадинг. Нагорода: премія Азії за чоловічу роль
- 2013 — Нагорода: премія за чоловічу роль
- 2014 — МБК Драма. Нагорода: Кращий актор